# Liste der Biografien/Leiv
Liste der Biografien |
Portal Biografien |
Personensuche
# |
A |
B |
C |
D |
E |
F |
G |
H |
I |
J |
K |
L |
M |
N |
O |
P |
Q |
R |
S |
T |
U |
V |
W |
X |
Y |
Z |
?
 
La |
Lb |
Lc |
Le |
Lg |
Lh |
Li |
Lj |
Ll |
Lm |
Lo |
Lp |
Lt |
Lu |
Lv |
Lw |
Lx |
Ly |
Lz
 
Lea |
Leb |
Lec |
Led |
Lee |
Lef |
Leg |
Leh |
Lei |
Lej |
Lek |
Lel |
Lem |
Len |
Leo |
Lep |
Leq |
Ler |
Les |
Let |
Leu |
Lev |
Lew |
Lex |
Ley |
Lez
 
Leia |
Leib |
Leic |
Leid |
Leie |
Leif |
Leig |
Leih |
Leij |
Leik |
Leil |
Leim |
Lein |
Leip |
Leir |
Leis |
Leit |
Leiu |
Leiv |
Leiw |
Leix |
Leiz
Die Liste der Biografien führt alle Personen auf, die in der deutschsprachigen Wikipedia einen Artikel haben. Dieses ist eine Teilliste mit 22 Einträgen von Personen, deren Namen mit den Buchstaben „Leiv“ beginnt.

## Leiv

### Leiva
- Leiva, Brian (* 1998), chilenischer Fußballspieler
- Leiva, Cristian (* 1976), chilenischer Fußballspieler
- Leiva, Cristian (* 1977), argentinischer Fußballspieler
- Leiva, Giuseppe (* 1995), peruanischer Schachspieler
- Leiva, Juan (1932–1983), venezolanischer Sprinter und Hürdenläufer
- Leiva, Juan (* 1993), chilenischer Fußballspieler
- Leiva, Lucas (* 1987), brasilianischer FußballspielerLucas Leiva (* 1987)

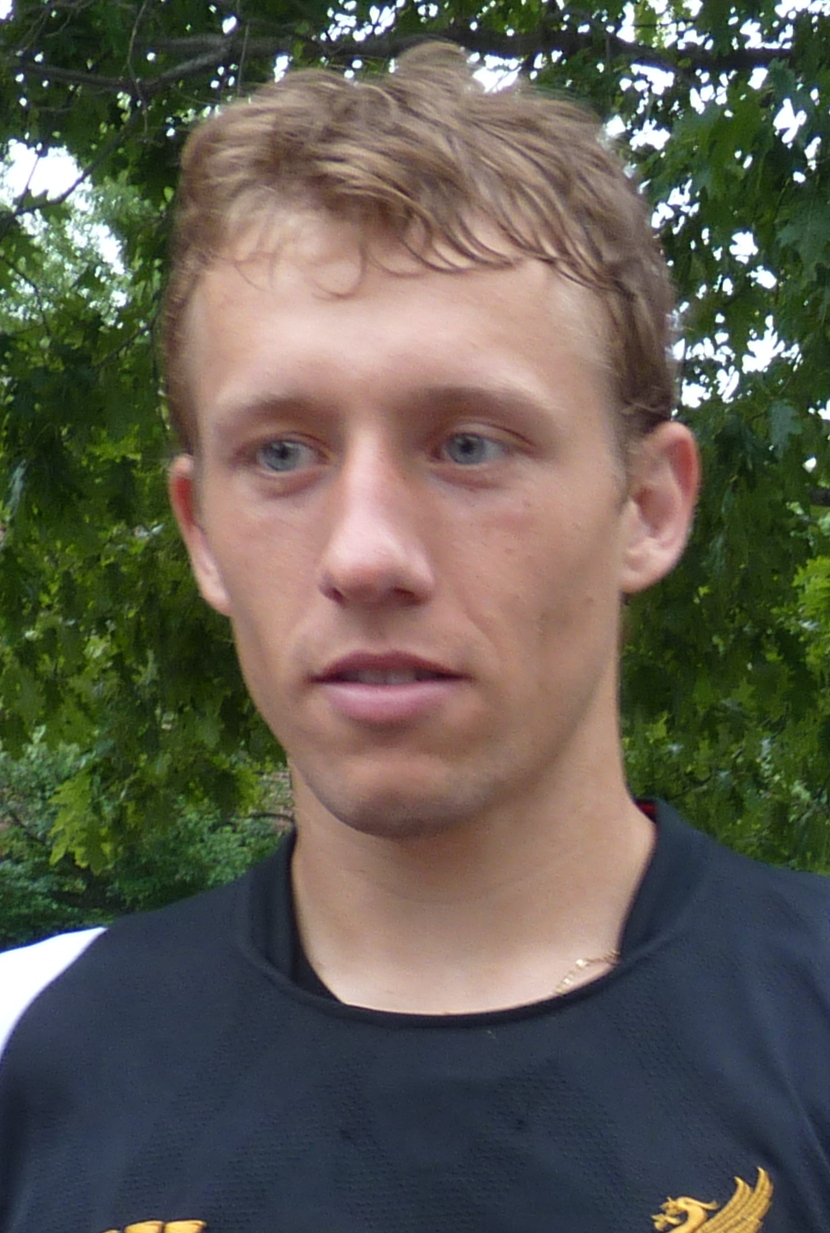
Lucas Leiva (* 1987)

- Leiva, Matías Nahuel (* 1996), spanisch-argentinischer Fußballspieler
- Leiva, Max (* 1966), guatemaltekischer Radrennfahrer
- Leiva, Nicolás (* 1991), chilenischer Fußballspieler
- Leiva, Paula (* 2004), argentinische Hürdenläuferin
- Leiva, Ponciano (1821–1896), Präsident von Honduras
- Leiva, Susy (1933–1966), argentinische Tangosängerin und Schauspielerin
- Leiva, Yerko (* 1998), chilenischer Fußballspieler

### Leivi
- Leivick, H. (1888–1962), jiddischsprachiger Dichter
- Leiviskä, Helvi (1902–1982), finnische Komponistin
- Leiviskä, Juha Ilmari (1936–2023), finnischer Architekt

### Leivo
- Leivo, Ella (* 1994), finnische Tennisspielerin
- Leivo, Josh (* 1993), kanadischer Eishockeyspieler
- Leivo, Margus (1954–2019), estnischer Politiker
- Leivo-Larsson, Tyyne (1902–1977), finnische Politikerin (Sozialdemokratische Partei/Sozialdemokratischer Bund der Arbeiter- und Kleinbauernschaft), Abgeordnete, Ministerin, Botschafterin

### Leivu
- Leivur Øssursson, Figur der Färingersaga und (ab 1035) Herrscher über die Färöer